# Tabanus longicornutus
Tabanus longicornutus är en tvåvingeart som beskrevs av Philip 1960. Tabanus longicornutus ingår i släktet Tabanus och familjen bromsar. Inga underarter finns listade i Catalogue of Life.